# Crosby-on-Eden
Crosby-on-Eden – wieś w Anglii, w Kumbrii, w dystrykcie (unitary authority) Cumberland. Leży 8 km na północny wschód od miasta Carlisle i 421 km na północny zachód od Londynu.